# Streichverarbeitung
Eine Streichverarbeitung ist eine in der PVC-Verarbeitung angewandte Technologie. Dazu wird eine PVC-Paste (Dispersion von PVC-Pulver in relativ viel Weichmacher) in einer Streichanlage mit einem Streichmesser (Rakel) oder einer Walze auf einer geeigneten Unterlage aufgetragen und anschließend in einem Gelierkanal mittels Heißluft oder Infrarot-Licht zu Weich-PVC-Produkten geliert.

## Anwendung
Das Verfahren ermöglicht die Herstellung von Folien, Kunstleder und Fußbodenbelägen aller Art.